# I'll Give All My Love to You
| Críticas profissionais | Críticas profissionais |
| Avaliações da crítica  | Avaliações da crítica  |
| Fonte                  | Avaliação              |
| ---------------------- | ---------------------- |
| Allmusic               | [ 1 ]                  |
| Robert Christgau       | dud                    |
| Entertainment Weekly   | C+                     |
| Los Angeles Times      | [ 4 ]                  |
| Rolling Stone          | [ 5 ]                  |

I'll Give All My Love to You é o segundo álbum de estúdio do cantor de R&B americano Keith Sweat. Foi lançado em 12 de Junho de 1990 e foi para o topo da parada Top R&B albums e para o número 6 na Billboard 200. Emplacou o segundo e o terceiro hit número um nas paradas de R&B do cantor: "Make You Sweat" e a faixa-titúlo (ambos chegaram as 20 melhores nas paradas pop), enquanto "Merry Go Round" e "Your Love Part 2" entraram para as 5 melhores de R&B.
Este também foi o último álbum de Keith Sweat lançado pelo selo Vintertainment de Vincent Davis, o qual cortaria os negócios com a Elektra logo após o lançamento deste álbum. Em 7 de Março de 1991, I'll Give All My Love to You foi certificado como disco de platina duplo pela Recording Industry Association of America, pelos envios de dois milhões de cópias as lojas dos Estados Unidos. O single "Make You Sweat" foi certificado como ouro pela RIAA em 4 de Outubro de 1990, pelos envios de 500,000 cópias nos EUA.

## Faixas
- Todas as canções compostas por Keith Sweat e Bobby Wooten, exceto as notadas.[7]

1. "Interlude (I'll Give All My Love to You)"  – 0:53
2. "Make You Sweat" (Timmy Gatling, Keith Sweat, Bobby Wooten) – 5:15
3. "Come Back"  – 4:39
4. "Merry Go Round" (Bobby Douglas, Keith Sweat) – 7:29
5. "Your Love"  – 5:53
6. "Your Love, Pt. 2" (Keith Sweat) – 5:51
7. "Just One of Them Thangs" (Featuring Gerald Levert) (Keith Sweat) – 6:12
8. "I Knew That You Were Cheatin'"  – 4:18
9. "Love to Love You Baby"  – 4:50
10. "I'll Give All My Love to You"  – 5:36

## Pessoal
- Keith Sweat — Vocais (fundo), Produtor, Mixagem
- Teddy Riley — Teclados, Produtor, Programação de Bateria, Mixagem
- Jacci McGhee — Vocais, Vocais (fundo)
- Gerald Levert — Intérprete
- John Adams — Teclados
- Thor Baldursson — Teclados, Saxophone, Programação de Bateria
- Charles "Poogie" Bell, Jr. — Programação de Bateria
- Bobby Douglas — Teclados
- Bobby Wooten — Teclados, Produtor, Engenheiro, Mixagem

## Posições nas paradas musicais

### Álbum
| Parada musical (1990)                   | Melhor posição |
| --------------------------------------- | -------------- |
| Países Baixos (Dutch Charts)            | 54             |
| Reino Unido (UK Albums Chart)           | 47             |
| Estados Unidos (Billboard 200)          | 6              |
| Estados Unidos (Top R&B/Hip Hop Albums) | 1              |

### Singles
| Ano  | Single                         | Parada musical                    | Posição |
| ---- | ------------------------------ | --------------------------------- | ------- |
| 1990 | "Make You Sweat"               | Billboard Hot 100                 | 14      |
| 1990 | "Make You Sweat"               | Hot R&B/Hip-Hop Songs             | 1       |
| 1990 | "Make You Sweat"               | Dance/Club Play Songs             | 5       |
| 1990 | "Make You Sweat"               | Hot Dance Music/Maxi-Single Sales | 2       |
| 1990 | "Merry-Go-Round"               | Hot R&B/Hip-Hop Songs             | 2       |
| 1990 | "I'll Give All My Love to You" | Billboard Hot 100                 | 7       |
| 1990 | "I'll Give All My Love to You" | Hot R&B/Hip-Hop Songs             | 1       |
| 1991 | "Your Love"                    | Billboard Hot 100                 | 71      |
| 1991 | "Your Love"                    | Hot R&B/Hip-Hop Songs             | 4       |